# Dipol levitant
La tècnica de dipol levitant o LDX (Levitated Dipole eXperiment), és una proposta tecnològia de reactor de fusió nuclear que empra un tor superconductor sòlid, levitant magnèticament dins la cambra del reactor. El superconductor forma un camp magnètic asimètric d'una naturalesa similar a la magnetosfera de la Terra o de Júpiter.
Segons es fonamenta, un aparell així pot contenir plasma d'una manera més eficient que altres dissenys de reactors de fusió.